# 金砂湖畔公園

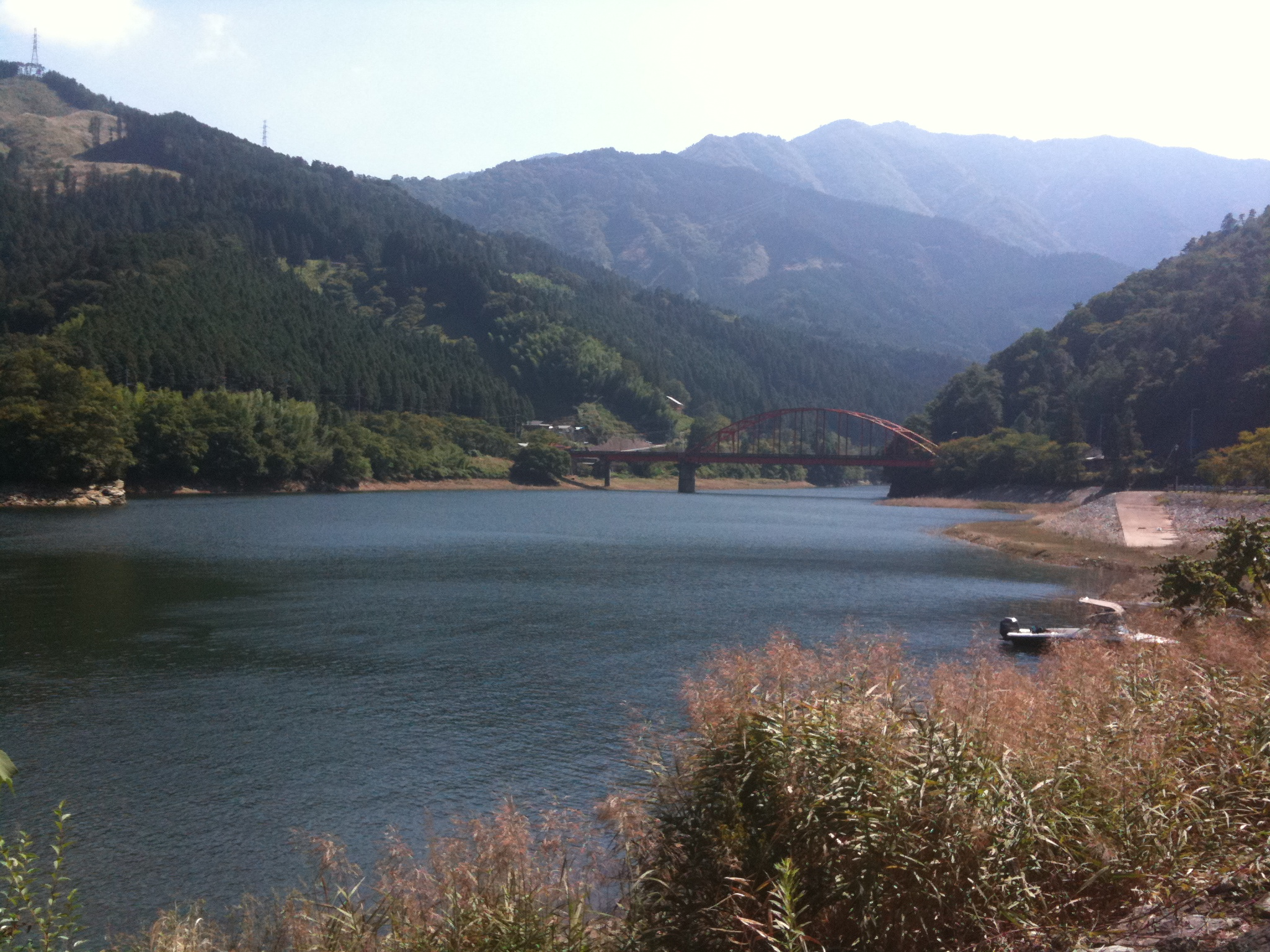
園内

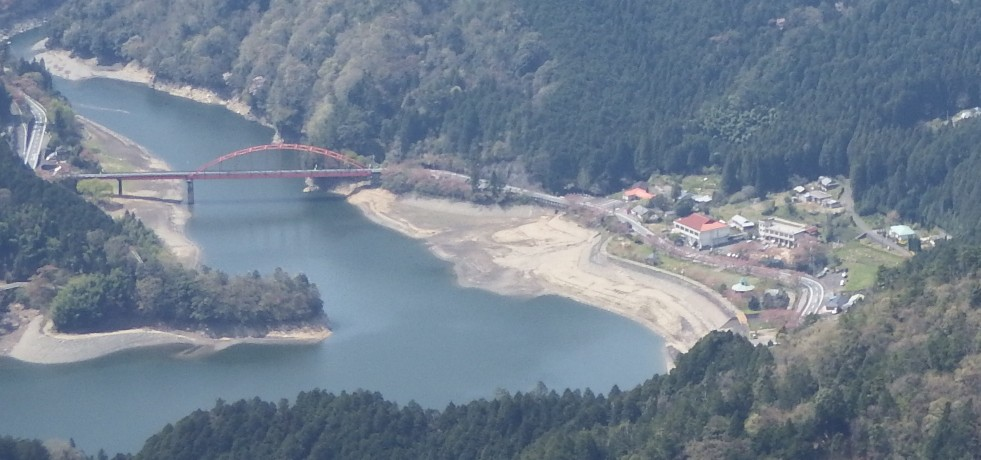
湖畔公園を翠波峰より

金砂湖畔公園（きんしゃこはんこうえん）は、愛媛県四国中央市金砂町にある公園。金砂湖県立自然公園に属する。

## 概要
公園は銅山川を堰き止めて建設された柳瀬ダムの人造湖である金砂湖の畔に位置している。国道319号の赤いトラス橋「平野橋」が象徴になっていて、園内には四阿（あずまや）、船型遊具、水車小屋、資料展示館などの施設がある。金砂湖は釣りや水上遊楽が盛んで観光客が多く訪れる。4月にはサクラ、6月にはアジサイが見ごろとなる。

## 湖水祭り
湖水祭り（こすいまつり）は柳瀬ダム建設により水没した地域と、四国中央市に送られ工業用水や生活用水として使用される金砂湖の水への感謝をするために8月上旬に開催される。てらの湖畔広場と1年交代で花火大会も開催される。

## 行き方
松山自動車道・三島川之江ICから国道11号川之江三島バイパスと国道319号経由約35分。国道は徐々にバイパス道路の整備が進んでいるが、途中にある法皇トンネルは狭いため注意が必要。

## 付近の観光スポット
- 翠波高原
- 霧の森
- 霧の高原
- 塩塚高原
- 三角寺
- 川之江城
- 富郷ダム